# Montana Jordan
Montana Jordan, né le 8 mars 2003 à Longview, Texas (États-Unis) est un acteur et humoriste américain. Il est connu pour son rôle de George "Georgie" Cooper Jr. dans la série télévisée Young Sheldon.

## Biographie
Né à Longview, il a été élevé à Ore City. En octobre 2015, il a été choisi pour son premier rôle, étant sélectionné parmi 10 000 candidats pour le rôle de Jaden dans le film My Deer Hunter Dad, dans lequel Josh Brolin joue son père. En mars 2017, Jordan a été choisi comme le frère aîné de Sheldon Cooper, George "Georgie" Cooper, Jr. dans le spin-off de The Big Bang Theory, Young Sheldon. Il a par la suite continué dans ce rôle dans la série dérivée (et suite) de la précédente Georgie and Mandy's First Marriage dans lequel on suit la vie du jeune couple texan. Il a été nommé pour la meilleure performance dans une série télévisée - Acteur de soutien pour adolescents aux 39e Young Artist Awards.
Le 21 mai 2024, sa compagne depuis 2021 donne naissance à leur premier enfant, une fille prénommée Emma Rae.    

## Filmographie

### Cinéma
- 2018 : My Deer Hunter Dad de Jody Hill : Jaden Ferguson

### Télévision
- 2017-2024 : Young Sheldon : George Marshall "Georgie" Cooper Jr.
- 2018 : The Big Bang Theory : George Marshall "Georgie" Cooper Jr., jeune
- 2024 : Georgie and Mandy's First Marriage : George Marshall "Georgie" Cooper Jr. (également producteur)